# Oberhaus (Adelsgeschlecht)

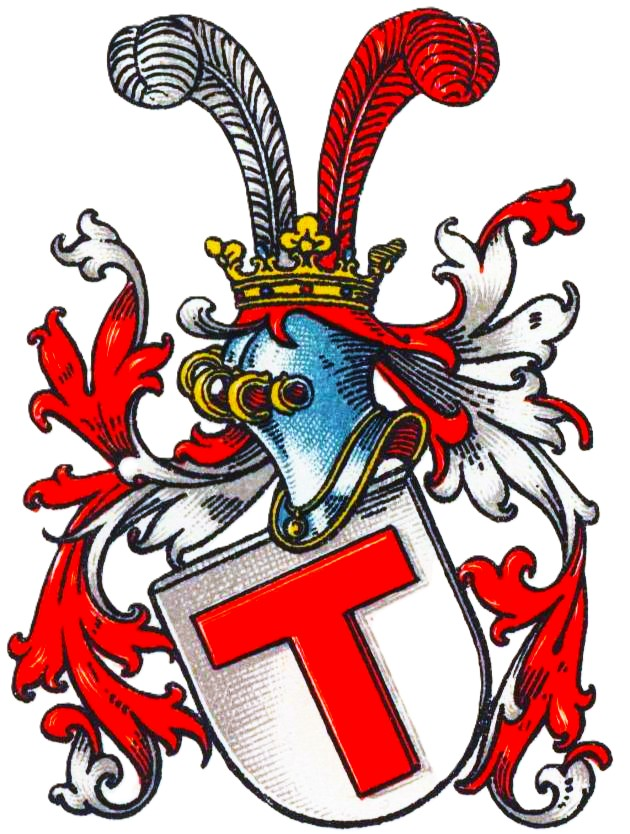
Wappen derer von dem Oberhaus im Wappenbuch des Westfälischen Adels

Von dem Oberhaus genannt Lebbinck (auch Overhus, Overhusen, Overhuyss bzw. Lebbinch, Lebbynch, Lebbingh o. ä., teilweise auch nur mit dem Genanntnamen) ist der Name eines erloschenen westfälischen Adelsgeschlechts.

## Geschichte
Das Geschlecht stammt von einem namensgebenden Stammsitz in Oberhausen.
1347 erscheint ein Johannes von den Overhus, Lebbinch genannt, als „Wahrbürger“, d. h. Zeuge, in einer Recklinghausener Urkunde. Als Freischöffe war u. a. in der Freigrafschaft Dortmund tätig.
1389 wurde Konrad genannt Lebbinck mit dem Werdener Dienstmanngut Oberfeld in der Pfarrei Büren belehnt.
Ein späterer Johann van den Overhus genannt Lebbinck war 1408 Schultheiß und Amtmann des Stifts Essen auf dem Hof Hattingen. Als Freischöffe stellte er bis 1427 eine Vielzahl von Urkunden aus. 1422 stellte der Knappe Johann von der Oberhaus genannt Lebbinck ein Lehnrevers für den halben Bardeleshoff, ein Bentheimer Lehen, aus. 1420 schloss Johann von dem Overhuyss gen. Lebbingh mit Hermann Oevelacker ein Heiratsabkommen, wonach Johanns ältester Sohn, wenn dieser 14 Jahre als ist, oder, falls er stürbe ein anderer Sohn eine Tochter Hermanns heirate. Sollten alle Söhne Johanns versterben, sollte die älteste Tochter Johanns den ältesten Sohn von Hermann heiraten. Demnach hatte Johann mit seiner Frau Elisabeth/Elzeke mehrere Söhne und mehrere Töchter. 1440 war er bereits verstorben. Ein Essener Bürger namens Hulsberge lag bis zu seinem Tod mit ihm im Streit und wollte ihn sogar nach seinem Tod vom Kirchhof in Hattingen ausgraben lassen, da Johann gebannt worden sei. Allerdings war dies dem Pastor von Hattingen nicht angezeigt worden. Eine Anzeige nach dem Tod sei unrechtmäßig, wie befunden wurde.
Einer der Söhne, Cord/Conrad von den Overhus genannt Lebbinck, erscheint zwischen 1439 und 1452. Er besaß u. a. ein Gut zu Kleinherbede, ein Gut zu Baeck, ein Gut Steynhaghen und ein Gut in der Leymbeck. 1459 war Conrad bereits verstorben und seine Ehefrau Rycke Herincks erscheint als Witwe. Die Güter der Familie fielen durch die 1459 vollzogene Heirat der Erbtochter Elsgyn (auch Hilgyn), Tochter von Conrad von der Oberhaus und Rycke, mit Johann Vietinghof genannt Schell an die Familie des Letzteren. Mutter Rycke Herincks erscheint noch bis 1496, als sie eine von Conrad aus dessen Gut Oberwege verkaufte Rente einlöste.

## Wappen
Blasonierung: In Silber ein rotes Antoniuskreuz. Auf dem gekrönten Helm mit rot-silbernen Helmdecken eine silberne und eines rote Straußenfeder.